# Kia Telluride

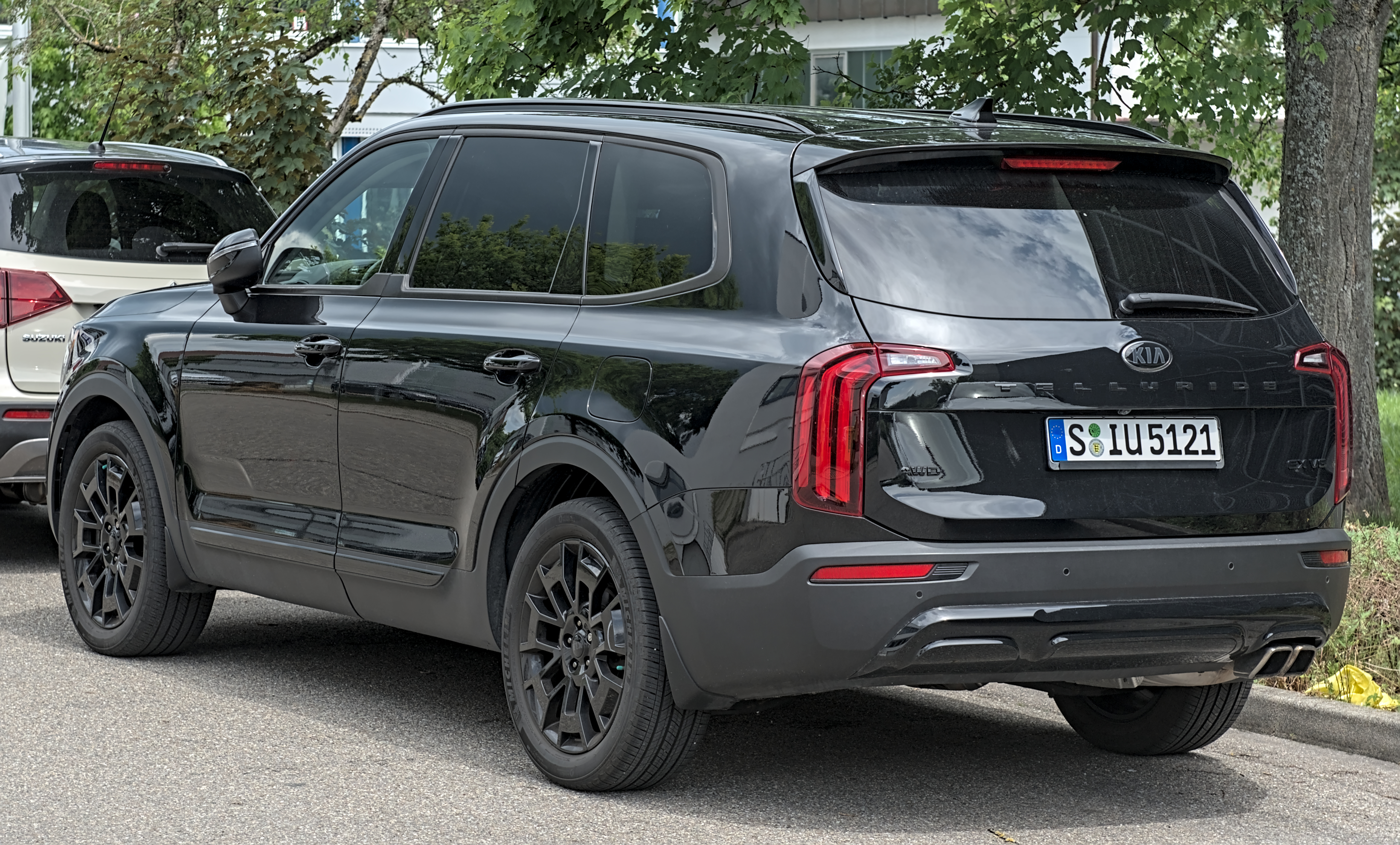
Heckansicht

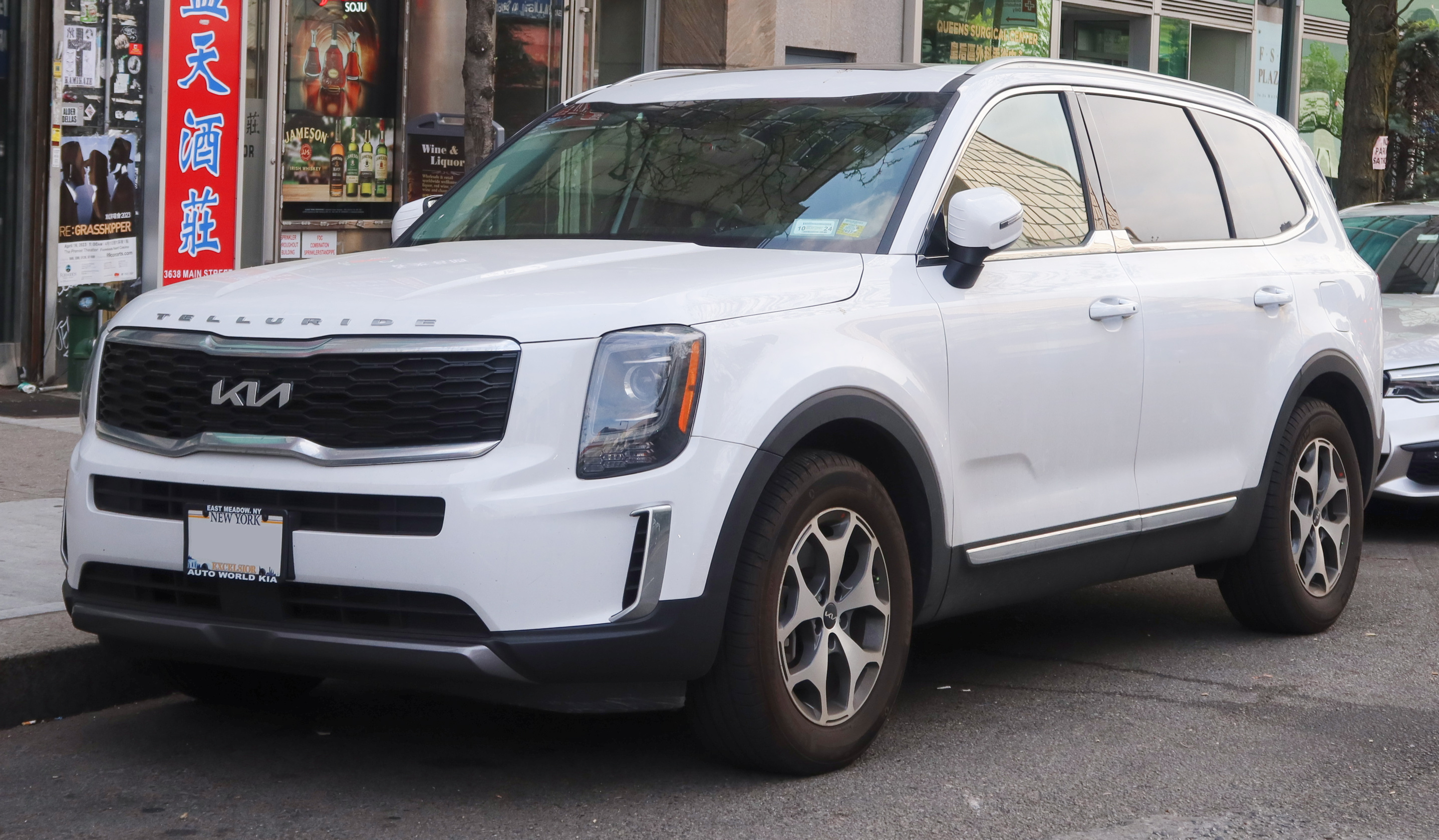
Kia Telluride (2021–2022)

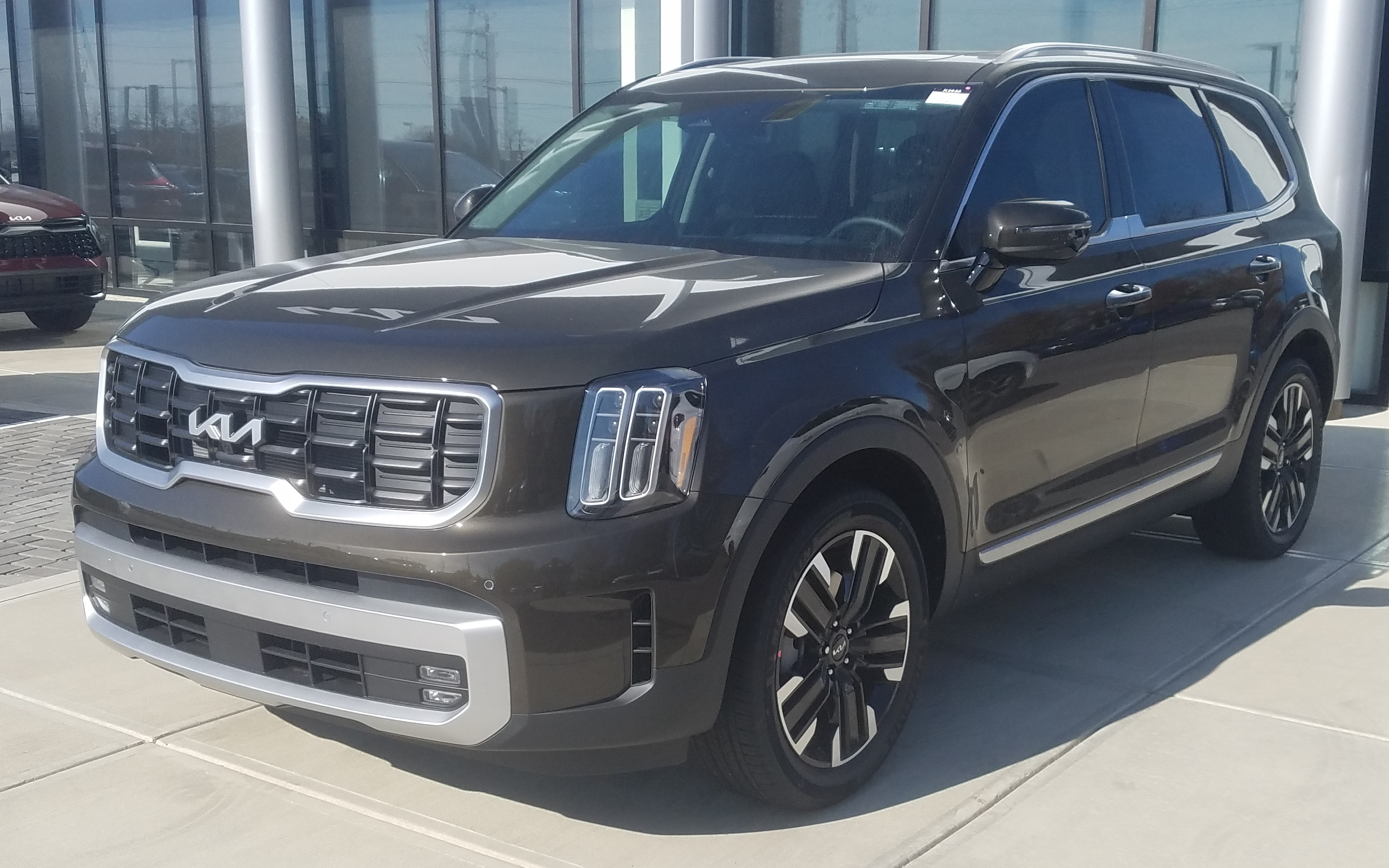
Kia Telluride (seit 2022)

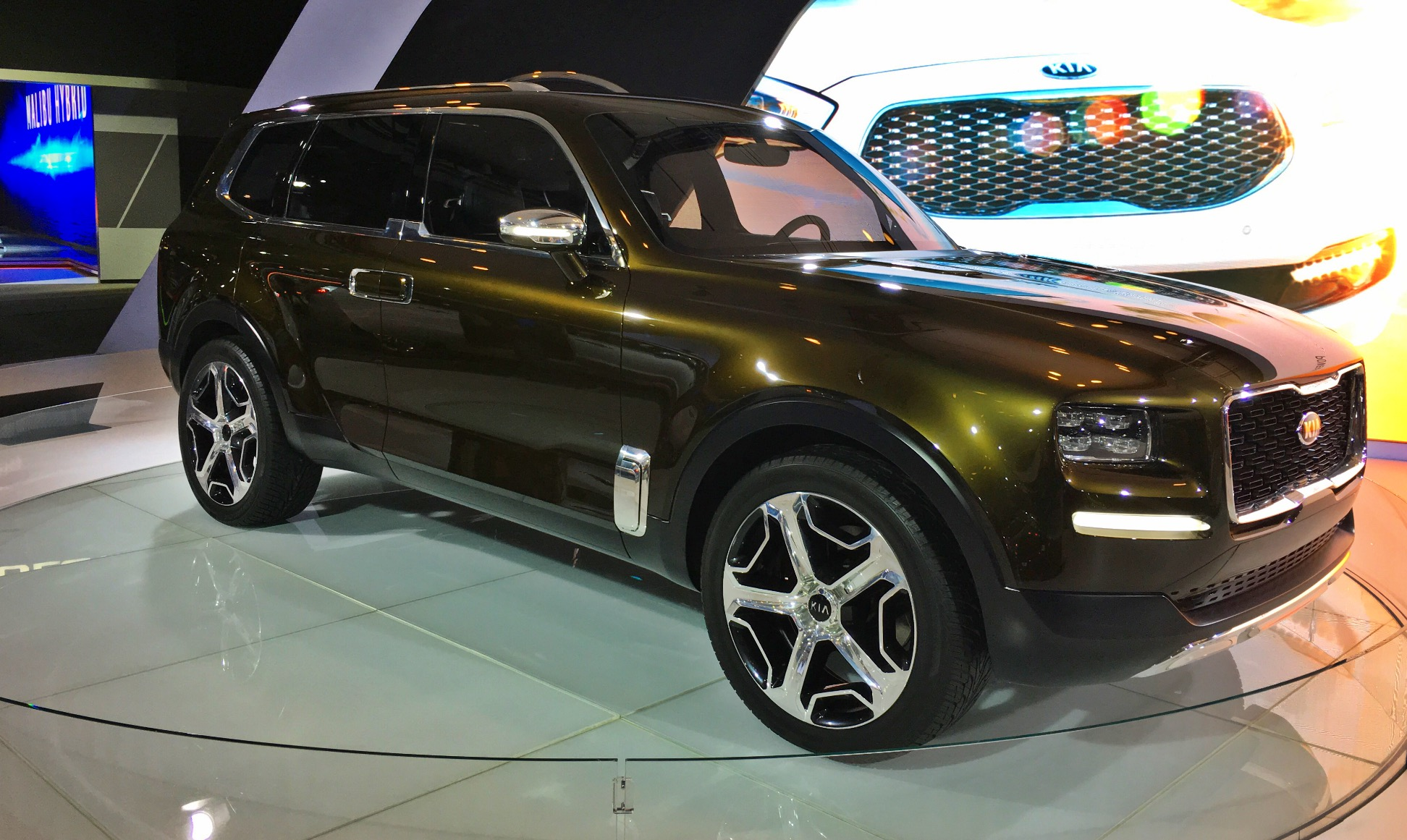
Kia Telluride Concept auf der NAIAS 2016

Der Kia Telluride ist ein Sport Utility Vehicle des südkoreanischen Automobilherstellers Kia Motors und aktuell das größte SUV in dessen Produktpalette. 

## Geschichte
Vorgestellt wurde das Serienfahrzeug im Rahmen der NAIAS im Januar 2019 in Detroit. Produziert wird der Telluride seit Februar 2019 im US-amerikanischen West Point (Georgia). Im Juni 2021 und im April 2022 wurde jeweils eine überarbeitete Version des Fahrzeugs präsentiert. Außerhalb Nordamerikas wird es nicht offiziell angeboten. Bereits auf der NAIAS im Januar 2016 wurde mit dem Kia Telluride Concept ein Ausblick auf ein neues SUV des Herstellers gezeigt.
Benannt ist der Wagen nach der Gemeinde Telluride im US-amerikanischen Bundesstaat Colorado. Der im Rahmen der LA Auto Show im November 2018 vorgestellte Hyundai Palisade nutzt die gleiche Plattform, er wird jedoch im südkoreanischen Ulsan gefertigt.

## Technik
Verkauft wird der Telluride mit bis zu acht Sitzplätzen in den Ausstattungsvarianten LX, S, EX und SX. Er verfügt unter anderem über ein Head-up-Display, eine Totwinkel-Überwachung und einen Stauassistenten.

## Technische Daten
Angetrieben wird das SUV von einem 3,8-Liter-V6-Ottomotor mit 217 kW (295 PS; 291 HP [SAE]). Serienmäßig hat der Telluride ein 8-Stufen-Automatikgetriebe und Vorderradantrieb, gegen Aufpreis ist Allradantrieb erhältlich. Der im Hyundai Palisade angebotene 2,2-Liter-Dieselmotor mit 149 kW (202 PS) steht im Telluride nicht zur Verfügung. Das 2016 vorgestellte Konzeptfahrzeug Telluride Concept hat einen Plug-in-Hybridantrieb.
| Kenngrößen                                  | 3.8 V6 GDi                   |
| Bauzeitraum                                 | seit 08/2019                 |
| Motorkenndaten                              |                              |
| Motortyp                                    | V6-Ottomotor                 |
| Hubraum                                     | 3778 cm³                     |
| max. Leistung                               | 217 kW (295 PS) bei 6000/min |
| max. Drehmoment                             | 355 Nm bei 5200/min          |
| Kraftübertragung                            |                              |
| Antrieb, serienmäßig                        | Vorderradantrieb             |
| Antrieb, optional                           | Allradantrieb                |
| Getriebe, serienmäßig                       | 8-Stufen-Automatikgetriebe   |
| Messwerte                                   |                              |
| Höchstgeschwindigkeit                       | 200 km/h (1)                 |
| Beschleunigung, 0–100 km/h                  | 8,2 s (8,1 s)                |
| Kraftstoffverbrauch auf 100 km (kombiniert) | 11,5 l Super                 |